# Colombiaans voetbalelftal in 2005
Het Colombiaans voetbalelftal speelde in totaal zeventien officiële interlands in het jaar 2005, waaronder vijf duels bij de strijd om de CONCACAF Gold Cup in de Verenigde Staten, waar de ploeg in de halve finale verloor van Panama (2-3). De ploeg stond onder leiding van Reinaldo Rueda, de opvolger van Francisco Maturana, die Colombia in 2001 naar de eindzege had geleid in het toernooi om de Copa América in eigen land. Op de in 1993 geïntroduceerde FIFA-wereldranglijst steeg Colombia in 2005 van de 26ste (januari 2005) naar de 24ste plaats (december 2005).

## Balans
| Wedstrijden | Wedstrijden | Wedstrijden | Wedstrijden | Doelpunten | Doelpunten | Doelpunten | Punten |
| Gespeeld    | Winst       | Gelijk      | Verlies     | Voor       | Tegen      | Saldo      | Punten |
| ----------- | ----------- | ----------- | ----------- | ---------- | ---------- | ---------- | ------ |
| 17          | 6           | 4           | 7           | 25         | 21         | +4         | 0.941  |

## Interlands
|                                                       |                                            |       |                   |                                                                                          |
| 15 januari Vriendschappelijk № 397 «onderlinge duels» | Colombia                                   | 2 – 1 | Zuid-Korea        | Memorial Coliseum, Los Angeles Toeschouwers: 20.000 Scheidsrechter: Arkadiusz Prus (USA) |
| 15 januari Vriendschappelijk № 397 «onderlinge duels» | Jairo Castillo 41' (pen.) Edixon Perea 75' |       | 2' Kyung-Ho Chung | Memorial Coliseum, Los Angeles Toeschouwers: 20.000 Scheidsrechter: Arkadiusz Prus (USA) |

|                                                       |                |       |                    |                                                                                        |
| 17 januari Vriendschappelijk № 398 «onderlinge duels» | Guatemala      | 1 – 1 | Colombia           | Memorial Coliseum, Los Angeles Toeschouwers: 15.000 Scheidsrechter: Terry Vaughn (USA) |
| 17 januari Vriendschappelijk № 398 «onderlinge duels» | Carlos Ruíz 3' |       | 80' Héctor Hurtado | Memorial Coliseum, Los Angeles Toeschouwers: 15.000 Scheidsrechter: Terry Vaughn (USA) |

|                                                        |                            |       |                  |                                                                                          |
| 23 februari Vriendschappelijk № 399 «onderlinge duels» | Mexico                     | 1 – 1 | Colombia         | Estadio Carlos González, Culiacán Toeschouwers: 10.000 Scheidsrechter: Jorge Gasso (MEX) |
| 23 februari Vriendschappelijk № 399 «onderlinge duels» | José Francisco Fonseca 56' |       | 58' Edixon Perea | Estadio Carlos González, Culiacán Toeschouwers: 10.000 Scheidsrechter: Jorge Gasso (MEX) |

|                                                    |                                                   |       |          |                                                                                    |
| 9 maart Vriendschappelijk № 400 «onderlinge duels» | Verenigde Staten                                  | 3 – 0 | Colombia | Titan Stadium, Fullerton Toeschouwers: 7.086 Scheidsrechter: Marco Rodríguez (MEX) |
| 9 maart Vriendschappelijk № 400 «onderlinge duels» | Pat Noonan 25' Chad Marshall 33' Clint Mathis 66' |       |          | Titan Stadium, Fullerton Toeschouwers: 7.086 Scheidsrechter: Marco Rodríguez (MEX) |

|                                                             |           |       |          |                                                                                                  |
| 26 maart WK-kwalificatie № 401 «onderlinge duels» 19:00 uur | Venezuela | 0 – 0 | Colombia | Estadio José Pachencho Romero, Maracaibo Toeschouwers: 18.000 Scheidsrechter: Carlos Simon (BRA) |
| 26 maart WK-kwalificatie № 401 «onderlinge duels» 19:00 uur |           |       |          | Estadio José Pachencho Romero, Maracaibo Toeschouwers: 18.000 Scheidsrechter: Carlos Simon (BRA) |

|                                                             |                   |       |          |                                                                                             |
| 30 maart WK-kwalificatie № 402 «onderlinge duels» 20:00 uur | Argentinië        | 1 – 0 | Colombia | Estadio Monumental, Buenos Aires Toeschouwers: 40.000 Scheidsrechter: Carlos Amarilla (PAR) |
| 30 maart WK-kwalificatie № 402 «onderlinge duels» 20:00 uur | Hernán Crespo 65' |       |          | Estadio Monumental, Buenos Aires Toeschouwers: 40.000 Scheidsrechter: Carlos Amarilla (PAR) |

|                                                   |                                  |       |                                                    |                                                                                       |
| 31 mei Vriendschappelijk № 403 «onderlinge duels» | Colombia                         | 2 – 3 | Engeland                                           | Giants Stadium, East Rutherford Toeschouwers: 58.000 Scheidsrechter: Brian Hall (USA) |
| 31 mei Vriendschappelijk № 403 «onderlinge duels» | Mario Yepes 45' Aldo Ramírez 78' |       | 36' Michael Owen 42' Michael Owen 58' Michael Owen | Giants Stadium, East Rutherford Toeschouwers: 58.000 Scheidsrechter: Brian Hall (USA) |

|                                                           |                                                                                             |       |      |                                                                                              |
| 4 juni WK-kwalificatie № 404 «onderlinge duels» 15:00 uur | Colombia                                                                                    | 5 – 0 | Peru | Estadio Metropolitano, Barranquilla Toeschouwers: 15.000 Scheidsrechter: Carlos Torres (PAR) |
| 4 juni WK-kwalificatie № 404 «onderlinge duels» 15:00 uur | Luis Gabriel Rey 29' Elkin Soto 55' Juan Pablo Ángel 58' John Restrepo 75' Edixon Perea 78' |       |      | Estadio Metropolitano, Barranquilla Toeschouwers: 15.000 Scheidsrechter: Carlos Torres (PAR) |

|                                                           |                                                        |       |         |                                                                                             |
| 8 juni WK-kwalificatie № 405 «onderlinge duels» 15:00 uur | Colombia                                               | 3 – 0 | Ecuador | Estadio Metropolitano, Barranquilla Toeschouwers: 20.402 Scheidsrechter: Carlos Simon (BRA) |
| 8 juni WK-kwalificatie № 405 «onderlinge duels» 15:00 uur | Tressor Moreno 5' Tressor Moreno 9' Martín Arzuaga 70' |       |         | Estadio Metropolitano, Barranquilla Toeschouwers: 20.402 Scheidsrechter: Carlos Simon (BRA) |

| CONCACAF Gold Cup |
| ----------------- |

|                                                           |          |                 |        |                                                                             |
| 6 juli CONCACAF Gold Cup Groep A № 406 «onderlinge duels» | Colombia | 0 – 1           | Panama | Orange Bowl, Miami Toeschouwers: 10.311 Scheidsrechter: Carlos Batres (GUA) |
| 6 juli CONCACAF Gold Cup Groep A № 406 «onderlinge duels» |          | 70' Luis Tejada |        | Orange Bowl, Miami Toeschouwers: 10.311 Scheidsrechter: Carlos Batres (GUA) |

|                                                            |                                           |       |                           |                                                                               |
| 10 juli CONCACAF Gold Cup Groep A № 407 «onderlinge duels» | Honduras                                  | 2 – 1 | Colombia                  | Orange Bowl, Miami Toeschouwers: 17.292 Scheidsrechter: Marco Rodríguez (MEX) |
| 10 juli CONCACAF Gold Cup Groep A № 407 «onderlinge duels» | Wilmer Velásquez 79' Wilmer Velásquez 82' |       | 30' (pen.) Tressor Moreno | Orange Bowl, Miami Toeschouwers: 17.292 Scheidsrechter: Marco Rodríguez (MEX) |

|                                                            |                                           |       |                    |                                                                              |
| 12 juli CONCACAF Gold Cup Groep A № 408 «onderlinge duels» | Colombia                                  | 2 – 0 | Trinidad en Tobago | Orange Bowl, Miami Toeschouwers: 8.457 Scheidsrechter: Marco Rodríguez (MEX) |
| 12 juli CONCACAF Gold Cup Groep A № 408 «onderlinge duels» | Brent Rahim 75' (e.d.) Héctor Hurtado 79' |       |                    | Orange Bowl, Miami Toeschouwers: 8.457 Scheidsrechter: Marco Rodríguez (MEX) |

|                                                                |                    |       |                                       |                                                                                     |
| 17 juli CONCACAF Gold Cup Kwartfinale № 409 «onderlinge duels» | Mexico             | 1 – 2 | Colombia                              | Reliant Stadium, Houston Toeschouwers: 60.050 Scheidsrechter: Rodolfo Sibrian (ESA) |
| 17 juli CONCACAF Gold Cup Kwartfinale № 409 «onderlinge duels» | Gonzalo Pineda 64' |       | 58' Jaime Castrillón 74' Jairo Patiño | Reliant Stadium, Houston Toeschouwers: 60.050 Scheidsrechter: Rodolfo Sibrian (ESA) |

|                                                                 |                                   |       |                                                                 |                                                                                            |
| 20 juli CONCACAF Gold Cup Halve finale № 410 «onderlinge duels» | Colombia                          | 2 – 3 | Panama                                                          | Giants Stadium, East Rutherford Toeschouwers: 41.721 Scheidsrechter: Rodolfo Sibrian (ESA) |
| 20 juli CONCACAF Gold Cup Halve finale № 410 «onderlinge duels» | Jairo Patiño 63' Jairo Patiño 88' |       | 11' Ricardo Phillips 26' Jorge Dely Valdes 73' Ricardo Phillips | Giants Stadium, East Rutherford Toeschouwers: 41.721 Scheidsrechter: Rodolfo Sibrian (ESA) |

|  |  |  |  |  |  |  |  |  |

|                                                      |                                                                |       |                                     |                                                                                            |
| 4 september WK-kwalificatie № 411 «onderlinge duels» | Uruguay                                                        | 3 – 2 | Colombia                            | Estadio Centenario, Montevideo Toeschouwers: 15.000 Scheidsrechter: Horacio Elizondo (ARG) |
| 4 september WK-kwalificatie № 411 «onderlinge duels» | Marcelo Zalayeta 42' Marcelo Zalayeta 51' Marcelo Zalayeta 86' |       | 79' Elkin Soto 82' Juan Pablo Ángel | Estadio Centenario, Montevideo Toeschouwers: 15.000 Scheidsrechter: Horacio Elizondo (ARG) |

|                                                    |                      |       |                     |                                                                                                |
| 8 oktober WK-kwalificatie № 412 «onderlinge duels» | Colombia             | 1 – 1 | Chili               | Estadio Metropolitano, Barranquilla Toeschouwers: 15.000 Scheidsrechter: Wilson Mendonça (BRA) |
| 8 oktober WK-kwalificatie № 412 «onderlinge duels» | Luis Gabriel Rey 24' |       | 64' Francisco Rojas | Estadio Metropolitano, Barranquilla Toeschouwers: 15.000 Scheidsrechter: Wilson Mendonça (BRA) |

|                                                     |          |                     |          |                                                                                                  |
| 12 oktober WK-kwalificatie № 413 «onderlinge duels» | Paraguay | 0 – 1               | Colombia | Estadio Defensores del Chaco, Asunción Toeschouwers: 12.374 Scheidsrechter: Márcio Rezende (BRA) |
| 12 oktober WK-kwalificatie № 413 «onderlinge duels» |          | 7' Luis Gabriel Rey |          | Estadio Defensores del Chaco, Asunción Toeschouwers: 12.374 Scheidsrechter: Márcio Rezende (BRA) |

## FIFA-wereldranglijst
| JAN | FEB | MAR | APR | MEI | JUN | JUL | AUG | SEP | OKT | NOV | DEC |
| --- | --- | --- | --- | --- | --- | --- | --- | --- | --- | --- | --- |
| 26  | 26  | 26  | 27  | 28  | 25  | 25  | 24  | 26  | 23  | 25  | 24  |

## Statistieken
| Faryd Mondragón      | 1971-06-21 | Galatasaray            | 8  | 0 | 0 | 44 | 0 |
| Miguel Ángel Calero  | 1971-04-14 | CF Pachuca             | 5  | 0 | 0 | 44 | 0 |
| Bréiner Castillo     | 1978-05-05 | SD Aucas               | 2  | 0 | 0 | 2  | 0 |
| David González       | 1982-07-20 | Independiente Medellín | 1  | 0 | 0 | 1  | 0 |
| Juan Carlos Henao    | 1971-12-30 | Santos                 | 1  | 0 | 0 | 12 | 0 |
| Verdediging          |            |                        |    |   |   |    |   |
| Mario Yepes          | 1976-01-13 | Paris Saint-Germain    | 7  | 0 | 1 | 51 | 3 |
| Humberto Mendoza     | 1984-10-02 | Atlético Nacional      | 6  | 3 | 0 | 9  | 0 |
| Hayder Palacio       | 1979-07-22 | Atlético Junior        | 6  | 1 | 0 | 11 | 0 |
| José de la Cuesta    | 1983-02-11 | Cádiz CF               | 5  | 1 | 0 | 6  | 0 |
| Luis Amaranto Perea  | 1979-01-30 | Atlético Madrid        | 5  | 0 | 0 | 21 | 0 |
| Gerardo Bedoya       | 1975-11-26 | Atlético Nacional      | 5  | 0 | 0 | 43 | 4 |
| Iván Córdoba         | 1976-08-11 | Inter Milaan           | 5  | 0 | 0 | 61 | 5 |
| Andrés Orozco        | 1979-03-18 | Dorados Sinaloa        | 5  | 0 | 0 | 17 | 0 |
| Óscar Passo          | 1980-05-13 | Deportes Tolima        | 5  | 0 | 0 | 5  | 0 |
| Jair Benítez         | 1979-01-12 | Independiente Medellín | 3  | 1 | 0 | 4  | 0 |
| Samuel Vanegas       | 1976-09-08 | Barcelona Guayaquil    | 2  | 1 | 0 | 3  | 0 |
| Aquivaldo Mosquera   | 1981-06-22 | CF Pachuca             | 2  | 0 | 0 | 2  | 0 |
| César Fawcett        | 1984-08-12 | Atlético Junior        | 2  | 0 | 0 | 2  | 0 |
| John Edwin Garcia    | 1982-07-10 | Once Caldas            | 2  | 0 | 0 | 2  | 0 |
| Andrés Casañas       | 1980-02-17 | Once Caldas            | 1  | 3 | 0 | 4  | 0 |
| Andrés González      | 1984-01-08 | América de Cali        | 1  | 0 | 0 | 8  | 0 |
| Pablo César Pachón   | 1983-10-08 | Independiente Santa Fe | 1  | 0 | 0 | 1  | 0 |
| Miguel Rojas         | 1977-03-05 | Once Caldas            | 0  | 1 | 0 | 1  | 0 |
| Middenveld           |            |                        |    |   |   |    |   |
| John Javier Restrepo | 1977-08-22 | Cruz Azul              | 10 | 0 | 1 | 33 | 1 |
| Jhon Viáfara         | 1978-10-27 | Real Sociedad          | 8  | 1 | 0 | 21 | 0 |
| Juan Carlos Ramírez  | 1972-03-22 | Santa Fe               | 6  | 2 | 0 | 29 | 0 |
| Elkin Soto           | 1980-08-04 | Once Caldas            | 6  | 1 | 2 | 8  | 2 |
| Jaime Castrillón     | 1983-05-05 | Independiente Medellín | 6  | 0 | 2 | 8  | 2 |
| Jairo Patiño         | 1978-04-05 | CA River Plate         | 5  | 1 | 2 | 29 | 3 |
| Yulián Anchico       | 1984-05-28 | Deportes Tolima        | 5  | 1 | 0 | 6  | 0 |
| Abel Aguilar         | 1985-01-06 | Udinese                | 3  | 2 | 2 | 12 | 4 |
| Víctor Pacheco       | 1974-09-24 | CF Atlante             | 3  | 2 | 0 | 28 | 3 |
| Juan Fernando Leal   | 1980-08-02 | Envigado FC            | 3  | 0 | 0 | 4  | 0 |
| Fabián Vargas        | 1980-04-17 | Boca Juniors           | 2  | 5 | 0 | 12 | 0 |
| David Ferreira       | 1979-08-09 | Atlético Paranaense    | 2  | 2 | 0 | 26 | 0 |
| Giovanni Hernández   | 1976-06-16 | CA Colón               | 2  | 0 | 0 | 29 | 4 |
| John Jaramillo       | 1980-06-11 | Independiente Medellín | 2  | 0 | 0 | 2  | 0 |
| Aldo Ramírez         | 1981-04-18 | Atlético Nacional      | 1  | 5 | 1 | 9  | 1 |
| Franky Oviedo        | 1973-09-21 | CF Pachuca             | 1  | 1 | 0 | 24 | 4 |
| Macnelly Torres      | 1984-11-01 | Atlético Junior        | 1  | 1 | 0 | 2  | 0 |
| Juan Camilo Zúñiga   | 1985-12-14 | Atlético Nacional      | 1  | 0 | 0 | 1  | 0 |
| John Jairo Culma     | 1981-03-17 | Brujas FC Escazu       | 1  | 0 | 0 | 1  | 0 |
| Óscar Díaz           | 1972-06-06 | Deportivo Quito        | 0  | 1 | 0 | 16 | 1 |
| Alexander Viveros    | 1977-10-08 | Grasshopper            | 0  | 1 | 0 | 34 | 2 |
| Aanval               |            |                        |    |   |   |    |   |
| Luis Gabriel Rey     | 1980-02-20 | Monarcas Morelia       | 8  | 0 | 3 | 11 | 4 |
| Tressor Moreno       | 1979-01-11 | Necaxa                 | 8  | 0 | 3 | 21 | 7 |
| Juan Pablo Ángel     | 1975-10-24 | Aston Villa            | 6  | 0 | 2 | 33 | 9 |
| Edixon Perea         | 1984-04-20 | Girondins Bordeaux     | 4  | 4 | 3 | 13 | 4 |
| Wason Rentería       | 1985-07-04 | SC Internacional       | 4  | 2 | 0 | 6  | 0 |
| Héctor Hurtado       | 1975-09-21 | Atlético Nacional      | 3  | 6 | 2 | 18 | 3 |
| Martín Arzuaga       | 1981-07-23 | Cruz Azul              | 3  | 6 | 1 | 10 | 1 |
| Jairo Castillo       | 1977-11-17 | América de Cali        | 1  | 1 | 0 | 14 | 0 |
| Léider Preciado      | 1977-02-26 | Santa Fe               | 1  | 0 | 0 | 10 | 3 |
| Milton Rodríguez     | 1976-04-28 | Jeonbuk Hyundai Motors | 1  | 0 | 0 | 2  | 0 |
| Óscar Briceño        | 1985-09-06 | Deportes Tolima        | 0  | 1 | 0 | 1  | 0 |
| Sergio Herrera       | 1981-03-15 | Al-Ittihad             | 0  | 1 | 0 | 8  | 4 |
| Hugo Rodallega       | 1985-07-25 | CF Monterrey           | 0  | 1 | 0 | 1  | 0 |
| César Valoyes        | 1984-01-05 | Independiente Medellín | 0  | 1 | 0 | 1  | 0 |

Colfútbol · A-internationals · Selecties · Statistieken · Bondscoaches · Colombiaans vrouwenelftal · Olympisch elftal · Colombia U20 · Colombia U17
1938 – 1949 ·
1950 – 1959 ·
1960 – 1969 ·
1970 – 1979 ·
1980 – 1989 ·
1990 – 1999 ·
2000 – 2009 ·
2010 – 2019 ·
2020 – 2029
WK 1962 · 
WK 1990 · 
WK 1994 · 
WK 1998 · 
WK 2014 · 
WK 2018
OS 1968 · 
OS 1972 · 
OS 1980 · 
OS 1992 · 
OS 2016
1938 · 
1939 · 1940 · 1941 · 1942 · 1943 · 1944 · 
1946 · 
1947 · 
1948 · 
1949 · 
1950 · 1951 · 1952 · 1953 · 1954 · 1955 · 1956 · 
1957 · 
1958 · 1959 · 1960 · 
1961 · 
1962 · 
1963 · 
1964 · 
1965 · 
1966 · 
1967 · 
1968 · 
1969 · 
1970 · 
1971 · 
1972 · 
1973 · 
1974 · 
1975 · 
1976 · 
1977 · 
1978 · 
1979 · 
1980 · 
1981 · 
1982 · 
1983 · 
1984 · 
1985 · 
1986 · 
1987 · 
1988 · 
1989 · 
1990 ·
1991 · 
1992 · 
1993 · 
1994 · 
1995 · 
1996 · 
1997 · 
1998 · 
1999 · 
2000 · 
2001 · 
2002 · 
2003 · 
2004 · 
2005 · 
2006 · 
2007 · 
2008 · 
2009 · 
2010 · 
2011 · 
2012 · 
2013 · 
2014 · 
2015 · 
2016 · 
2017 ·
2018 ·
2019 ·
2020 ·
2021
Algerije ·
Argentinië ·
Australië ·
Bahrein ·
België ·
Bolivia · 
Brazilië ·
Canada ·
Chili ·
China · 
Costa Rica ·
Cuba ·
DDR ·
Duitsland ·
Ecuador ·
Egypte ·
El Salvador ·
Engeland ·
Finland ·
Frankrijk ·
Griekenland ·
Guatemala · 
Haïti ·
Honduras ·
Hongarije ·
Hongkong ·
Ierland ·
Irak ·
Israël ·
Ivoorkust ·
Jamaica ·
Japan ·
Joegoslavië ·
Jordanië ·
Kameroen ·
Koeweit · 
Liberia · 
Marokko ·
Mexico ·
Montenegro ·
Nederland ·
Nederlandse Antillen ·
Nicaragua ·
Nieuw-Zeeland · 
Nigeria ·
Noord-Ierland ·
Noorwegen ·
Panama ·
Paraguay ·
Peru ·
Polen ·
Puerto Rico ·
Qatar ·
Roemenië ·
Saoedi-Arabië ·
Schotland ·
Senegal ·
Servië ·
Slovenië ·
Slowakije ·
Sovjet-Unie ·
Spanje ·
Trinidad en Tobago ·
Tsjecho-Slowakije ·
Tunesië · 
Turkije · 
Uruguay ·
Venezuela ·
Verenigde Arabische Emiraten · 
Verenigde Staten ·
Zuid-Afrika ·
Zuid-Korea ·
Zweden ·
Zwitserland
Brazilië (2014) ·
Engeland (2018) ·
Griekenland (2014) ·
Ivoorkust (2014) ·
Japan (2014) ·
Japan (2018) ·
Polen (2018) ·
Senegal (2018) ·
Uruguay (2014)